# James Van Praagh
James Van Praagh (Bayside, 23 de agosto de 1958) é um médium, escritor e produtor de televisão. Ele já escreveu vários best-sellers e livros que tratam de espiritualidade, por intermédio da comunicação com espíritos, que foram traduzidos em mais de 50 línguas no mundo inteiro. Em 1995 na série de televisão  da NBC The Other Side, Van Praagh foi introduzido como o primeiro americano médium a realizar leituras sobre o ar, e rapidamente se tornou a série favorita. Howard Rosenberg, o crítico de televisão do Los Angeles Times, apelidou a performance de Van Praagh de "espetacular". Em Dezembro de 1997, Van Praagh se tornou o primeiro médium a aparecer no Larry King Live para promover o seu primeiro livro Talking To Heaven. De 2002 a 2003, ele organizou um talk show diurno intitulado Beyond with James Van Praagh que ainda é visto em todo o mundo em sindicato. Posteriormente faria parceria com a CBS para a produção de vários filmes, TV e mini-séries baseadas em sua vida e experiências, incluindo Living With The Dead e The Dead Will Tell. Ele desenvolveu e foi co-produtor executivo da série televisiva Ghost Whisperer, da CBS e, ocasionalmente, aparece como um correspondente especial para a séries de televisão da CBS The Insider e Entertainment Tonight.

## Biografia
Van Praagh nasceu em Bayside, em Nova Iorque e é o filho mais novo entre 4 filhos. Foi criado como Católico Romano e já participava de seminarios aos 14 anos de idade, porém ele próprio se descreveu "experimentando fenômenos espirituais" numa idade onde fez com que ele se afastasse das práticas convencionais religiosas.
Ele se formou na San Francisco State University, em Radiodifusão e Comunicações e, posteriormente, mudou-se para Los Angeles. Foi aí que ele descobriu um primeiro interesse na metafísica, e começou a trabalhar como medium, seguindo a previsão de outro medium, que disse que isso era o seu destino.
Van Praagh construiu o início de sua carreira realizando leituras privadas e posteriormente - e rapidamente - para graduados a um público mais vasto com uma série de CDs, livros, e eventualmente as aparições na TV que lhe deu exposição nacional.

## Carreira como Medium
Van Praagh afirma que através de suas habilidades mediúnicas ele recebe mensagens de espíritos e sentimentos sobre a sua presença que fornecem "detalhada prova evidencial de que um amado sobreviveu à morte".
Em 2002, em seu próprio talk show diurno "Beyond with Van Praagh", ele executou "leituras espirituais" com membros da audiência.
Seu trabalho continuou a inspirar a sua própria marca de sucesso com shows de televisão com a CBS e produziu as mini-séries "Living With The Dead", "The Dead Will Tell" e o drama da CBS Ghost Whisperer.

## Criticismo
Críticas a Van Praagh o acusam de usar a técnica mentalista de leitura fria para simular poderes psíquicos. Eles apontam para vários incidentes em que Van Praagh alega ter sido enganado, como quando ele sugeriu para os pais do raptado Shawn Hornbeck que o corpo do menino podia ser encontrado em uma ferrovia. Hornbeck foi encontrado vivo quatro anos mais tarde, depois de ter sido raptado, mas não morto, e do seqüestrador não ser um jardineiro da ferrovia como Van Praagh tinha sugerido. Van Praagh reagiu ao afirmar que suas mensagens são muitas vezes vagas e difíceis de interpretar e, por vezes ele erra seus significados, geralmente os reinterpretando depois dos fatos acontecerem.

## Livros
- Conversas com o além : meditações de um médium sobre a vida para além da morte - No original Talking to Heaven: A Medium's Message of Life After Death (Lançado em Março de 1999)
- Reaching to Heaven: A Spiritual Journey Through Life & Death (Lançado em 1999)
- Em busca da espiritualidade - No original Looking Beyond: A Teen's Guide to the Spiritual World (Lançado em Outubro de 2003)
- Meditation with James Van Praagh (Lançado em Março de 2004)
- Entre o céu e terra: falar com os nossos mortos - No original Heaven & Earth: Making the Psychic Connection (Lançado em Setembro de 2006)
- Curar a dor: voltar a viver depois de perder alguém que amamos - No original Healing Grief: Reclaiming Life After Any Loss
- Eles estão entre nós: toda a verdade acerca do sobrenatural e da vida no além - No original Ghosts Among Us (Lançado em Maio de 2008)
- Cartas do céu (2013)
- Quando o céu nos ensina a viver (2014)